# Bagnols (Puy-de-Dôme)
Bagnols település Franciaországban, Puy-de-Dôme megyében. Lakosainak száma 402 fő (2022. január 1.). Bagnols Tauves, Chastreix, Cros, Larodde, La Tour-d’Auvergne, Saint-Donat és Trémouille-Saint-Loup községekkel határos.

## Népesség
A település népességének változása:
| Lakosok száma | 475  | 440  | 448  | 440  | 428  | 416  | 405  | 402  | 402  |
|               | 2013 | 2015 | 2016 | 2017 | 2018 | 2019 | 2020 | 2021 | 2022 |